# Halsey (énekes)
Halsey (Edison, 1994. szeptember 29. –) amerikai énekesnő, dalszerző, színésznő.

## Pályafutása
Halsey édesapja részben afroamerikai és részben ír származású. Édesanyja olasz, magyar és ír származású. Gyerekkorában hegedült, brácsázott és csellózott. Tizennégy évesen ezeket a hangszereket akusztikus gitárra cserélte.
Frangipane-t zaklatták az iskolában. 17 éves korában elkövetett öngyilkossági kísérlete miatt közel három hétig kórházban ápolták. Ezt követően bipoláris zavart diagnosztizáltak nála − amelyet korábban már édesanyjánál is diagnosztizáltak.
2014-ben a The Kooks előzenekarában játszott. 2015-ben fellépett a South by Southwest fesztiválon. Áttörését a Badlands albumról származó „Colors” című dal hozta meg neki. Az album a második helyre került az amerikai albumlistán – bár csak Ausztráliában érte el ezt a magas helyezést. Halsey adta ki az albumról a „New Americana” és a „Ghost” című kislemezeket is. Ugyanebben az évben az Imagine Dragons és a The Weeked előzenekarában szerepelt. A „Closer”-t a The Chainsmokersszel énekelte, és társszerzője is volt ennek a a kislemeznek. A kislemez több hetet töltött Belgiumban és Hollandiában az első helyen. A duót Grammy-díjra jelölték a legjobb popduó kategóriában.
Második konceptalbuma Rómeó és Júlia régi történetén alapul. Egy interjúban elmondta, hogy rabja lett ennek a filmnek. A projekt megvalósításához Baz Luhrmann-nal, a Rómeó és Júlia modernizált változatának rendezőjével is együttműködött. A film a 90-es években került a moziba. 
Második stúdióalbumának első kislemeze, a „Now or Never” 2017. áprilisában jelent meg. A kislemez az Egyesült Államokban a 17. helyet érte el. Több televíziós fellépés után az énekesnő további két promóciós kislemezt adott ki az albumhoz („Eyes Closed” és „Strangers”). 2017. júniusában jelent meg a „Hopeless Fountain Kingdom” című albuma. Az albumot a Rolling Stone „rádióbarátnak” nevezte. Az album második kislemeze, a „Bad At Love”, azonnal az 5. helyet érte el a Billboard Hot 100-as listáján.
Ezután turnéra indult, hogy népszerűsítse az albumot. 2018. júliusában jelent meg a Benny Blanco-val és Khalid amerikai énekessel közösen írt „Eastside”, majd 2018. októberében egy új kislemez, a „Without Me” jelent meg, amely korábban még nem szerepelt albumon. Ez a kislemezlistavezető sláger lett hazájában; Belgiumban és Hollandiában a top 20-ba is bekerült. A kislemezt számos televíziós fellépésen énekelte, többek között a Saturday Night Live-ban.
2020. február 6-án kezdődött a „Manic World Tour” – a harmadik koncertturnéja, amely a hónap elején megjelent harmadik stúdióalbumát, a „Manic”-ot népszerűsíti. A turné eredetileg 2020. tavaszáig tartott volna, de a koronavírus-járvány kitörése miatt hirtelen lemondták. A turné zárókoncertjére abban az évben március 12-én Manchesterben került sor.

## Albumok
- Badlands (2015)
- Hopeless Fountain Kingdom (2017)
- Manic (2020)
- If I Can't Have Love, I Want Power (2021)
- The Great Impersonator (2024)

## EP-k
- Room 93 (2014)
- Room 93: The Remixes (2015)
- Room 93: 1 Mic 1 Take (2015)
- Complementary Colors (2016)

## Filmek
- 2018: Teen Titans Go! To the Movies

- 2018: A Star Is Born (cameo)
- 2021: If I Can't Have Love, I Want Power
- 2021: Sing 2
- 2023: Americana
- 2024: MaXXXine

## Tévésorozat
- 2019–2020: Road to Manic (10 részes)